# Josef Adolf Bergmann
Josef Adolf Bergmann (26. července 1822 Černochov – 22. února 1901 Smíchov) byl český pedagog a hudební skladatel.

## Život
Vystudoval učitelský ústav v Litoměřicích v roce 1842. Poté dva roky učil na obecné škole v Peruci. Ve studiu hudby pokračoval na varhanické škole v Praze. Po absolvování školy (1848) byl varhaníkem v kostele svatého Františka z Assisi na Křižovnickém náměstí, v kostele svatého Jakuba Většího v Praze a v roce 1858 i v Drážďanech.
Od roku 1865 byl varhaníkem a sbormistrem zpěváckého spolku Boleslav v Mladé Boleslavi. V roce 1868 se usídlil na Smíchově (tehdy samostatná obec). Nejprve byl varhaníkem v  kostele svatého Filipa a Jakuba a konečně ředitelem kůru v hlavním kostele sv. Václava. Současně učil zpěv na smíchovské škole a řídil pěvecký spolek Lukeš.
Zemřel roku 1901 na Smíchově. Pohřben byl na hřbitově Malvazinky.

## Dílo

### Husitské písně
Hlavní směr jeho skladatelské činnosti vyplýval z jeho celoživotního povolání varhaníka. Zkomponoval více než 250 chrámových skladeb.
Jako první převedl do moderního notového zápisu pět husitských písní z Jistebnického kancionálu, včetně těch nejslavnějších: Povstaň, povstaň veliké město pražské a Ktož jsú boží bojovníci.

### Sbory
- Labe, naše Labe (1863)
- Ten ptáček, ten se nazpívá (na slova Františka Ladislava Čelakovského)
- Javorové housle (na slova Vítězslava Hálka)
- Toman a lesní panna (František Ladislav Čelakovský - 1875)

### Klavírní skladby a písně
- Červená růžičko, proč se nerozvíjíš? (variace)
- Fantasie (1859)
- Šestero písní s klavírem

### Pedagogická literatura
- Výbor písní školních pro školy obecné a měšťanské (1873)
- Výbor písní kostelních pro školní mládež (včetně Průvodu varhan – 1880)
- Průvodce v oboru českých tištěných písní pro jeden nebo více hlasů od r. 1800 do r. 1862 (společně s Emanuelem Melišem - 1863).